# Dia da Estremadura (Espanha)
O Dia da Extremadura celebra-se a 8 de setembro e é a festividade oficial da Comunidade Autónoma da Extremadura (Espanha), coincidindo com a festa religiosa da Virgem de Guadalupe, padroeira da região. É uma jornada festiva em todo o território estremenho segundo a Lei 4/1985, de 3 de junho, "do Escudo, Hino e Dia da Extremadura".

## História
O primeiro Dia da Estremadura se celebrou em 1985 e os atos principais tiveram lugar na localidade de Guadalupe, onde se localiza o Mosteiro Real de Santa Maria de Guadalupe, um dos símbolos da identidade estremenha, por ser o santuário da Virgem de Guadalupe, cuja coroação como padroeira canônica da Estremadura, foi uma das primeiras manifestações de exaltação regionalista de 20 de março de 1907, e pelas implicações históricas e culturais que através de Guadalupe unem o povo estremenho com a Iberoamérica.
A partir de 1987 se celebra na localidade cacerenha de Trujillo, onde chegaram a se reunir aproximadamente 100 000 pessoas para participar nos atos culturais, folclóricos, esportivos e políticos.
Em 1993 os atos multitudinários deixaram de se celebrar em Trujillo.